# Heinz Braschoß
Heinz Braschoß (* 29. August 1929; † 19. Dezember 2022) war ein deutscher Jurist und Lokalhistoriker. 

## Leben
Heinz Braschoß studierte Rechtswissenschaften und wurde 1960 an der Universität Köln mit der Arbeit Die Rechtsstellung des Kämmerers promoviert. Er verfasste verschiedene Publikationen zur Heimatgeschichte des Kreises Bergheim.

## Publikationen
- Heinz Braschoß im WorldCat

## Ehrungen
- Bundesverdienstkreuz am Bande[2]